# Otto Johan Koskull
Otto Johan Koskull, född 1680 i Livland, död 6 mars 1728 på överstebostället Landsberga i Biskopskulla socken, var en svensk friherre och militär.
Koskull blev 1696 volontär vid Hastfers garnisonsregemente i Riga och övergick 1697 till livländska adelsfanan, där han samma år blev kvartersmästare och 1700 kornett. År 1701 utnämndes han till livdrabant, och deltog som sådan i Karl XII:s alla fälttåg och följde efter slaget vid Poltava kungen till Turkiet. Han stod högt i gunst hos kungen och utnämndes 1711 för tapperhet till korpral vid Livdrabantkåren. 1712 blev han generaladjutant och 1713 överste för Upplands tremänningsregemente. Han sårades svårt vid belägringen av Stralsund. År 1716 blev han sekundöverste för Östgöta kavalleriregemente. Koskull deltog i det norska fälttåget och befordrades 1719 till generalmajor av kavalleriet. År 1720 erhöll han friherrebrev. Han övertog 1723 chefsposten för Upplands infanteriregemente, där han kvarstod fram till sin död.
Otto Johan Koskull var son till översten Otto Johan Koskull. Han gifte sig 1718 med Märta Bonde.